# Atahuallpa
Atahuallpa is een provincie in het departement Oruro in Bolivia. De provincie heeft een oppervlakte van 5885 km², heeft 10.924 inwoners (2012) en is vernoemd naar de laatste regerende Inca-koning, Atahualpa (ca. 1502-1533). De hoofdstad is Sabaya
Atahuallpa is verdeeld in drie gemeenten:
- Chipaya
- Coipasa
- Sabaya

Atahuallpa · 
Carangas · 
Cercado · 
Eduardo Avaroa · 
Ladislao Cabrera · 
Litoral de Atacama · 
Nor Carangas · 
Pantaléon Dalence · 
Poopó · 
Puerto de Mejillones · 
Sajama · 
San Pedro de Totora · 
Saucarí · 
Sebastián Pagador · 
Sud Carangas · 
Tomas Barrón